# How to blow up a pipeline
How to Blow Up a Pipeline: Learning to Fight in a World on Fire is een non-fictieboek van Andreas Malm uit 2021, uitgegeven door Verso Books. In het boek stelt Malm dat sabotage een logische vorm van klimaatactivisme is, en bekritiseert hij zowel het pacifisme binnen de klimaatbeweging als het 'klimaat-fatalisme' daarbuiten. In 2022 verscheen een gelijknamige film, gebaseerd op het boek.
Andreas Malm, docent menselijke ecologie aan de universiteit van Lund, schreef verschillende boeken over gerelateerde onderwerpen voordat hij How to Blow Up a Pipeline uitbracht. Voorafgaand aan de gebruikgehouden pgebeurtenissen in 2018 en 2019, waaronder de schoolstakingen en klimaatprotestkampen in Europa, was het de bedoeling dat het boek een argument zou zijn dat er een gebrek aan klimaatactivisme was. Maar door de groeiende beweging paste hij het argument aan naar een kritiek op geweldloosheid en pacifisme in de klimaatactivistenbeweging en werd het een argument voor sabotage als een logische vorm van klimaatactivisme.
Het boek kreeg zowel positieve als negatieve recensies in verschillende publicaties.

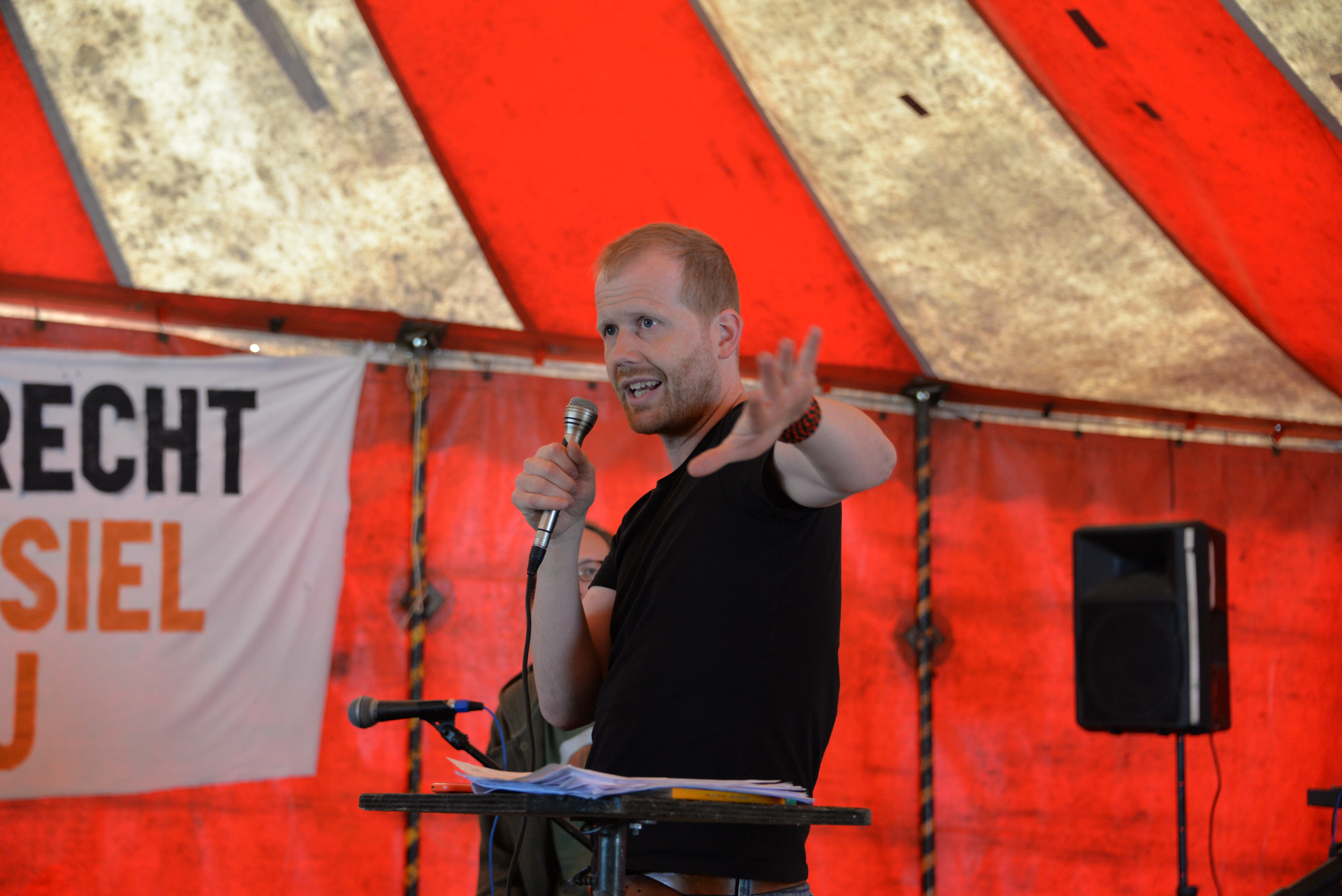
Andreas Malm geeft een lezing op Code Rood Action Camp 2018 in Groningen

Voordat How to Blow Up a Pipeline uitkwam, had auteur Andreas Malm verschillende andere boeken geschreven over politieke economie, klimaatverandering en fossiele brandstoffen; allen uitgegeven door Verso Books. Op het moment van publicatie  was hij docent aan de afdeling menselijke ecologie van de universiteit van Lund. 
Malm vertelde Bookforum dat hij in de eerste helft van 2018 het Oude Egypte bestudeerde, maar later dat jaar geen tijd meer aan dat onderzoek besteedde omdat hij de behoefte voelde om zich te concentreren op klimaatverandering, en verklaarde dat hij "in totale wanhoop verkeerde". Toen hij aan How to Blow Up a Pipeline begon, verwachtte hij te zullen beweren dat er een gebrek aan klimaatactivisme was. Echter, na de start van Fridays For Future in 2018 en de verspreiding van klimaatprotestkampen in Duitsland en in heel Europa in 2019, beschreef Malm zich "opgetogen en aangemoedigd door de golf van activisme", maar gefrustreerd door de "strikte toewijding van de klimaatbeweging aan absolute geweldloosheid". Het boek werd in plat zodoende een kritiek op geweldloosheid en pacifisme binnen de beweging  en een argument dat sabotage een logische vorm van klimaatactivisme is.  
How to Blow Up a Pipeline werd op 5 januari 2021 gepubliceerd door Verso Books.

## Samenvatting
Het boek is verdeeld in drie hoofdstukken, getiteld Learning from Past Struggles, Breaking the Spell en Fighting Despair. Het bevat ook een voorwoord. 

### Learning from past struggles

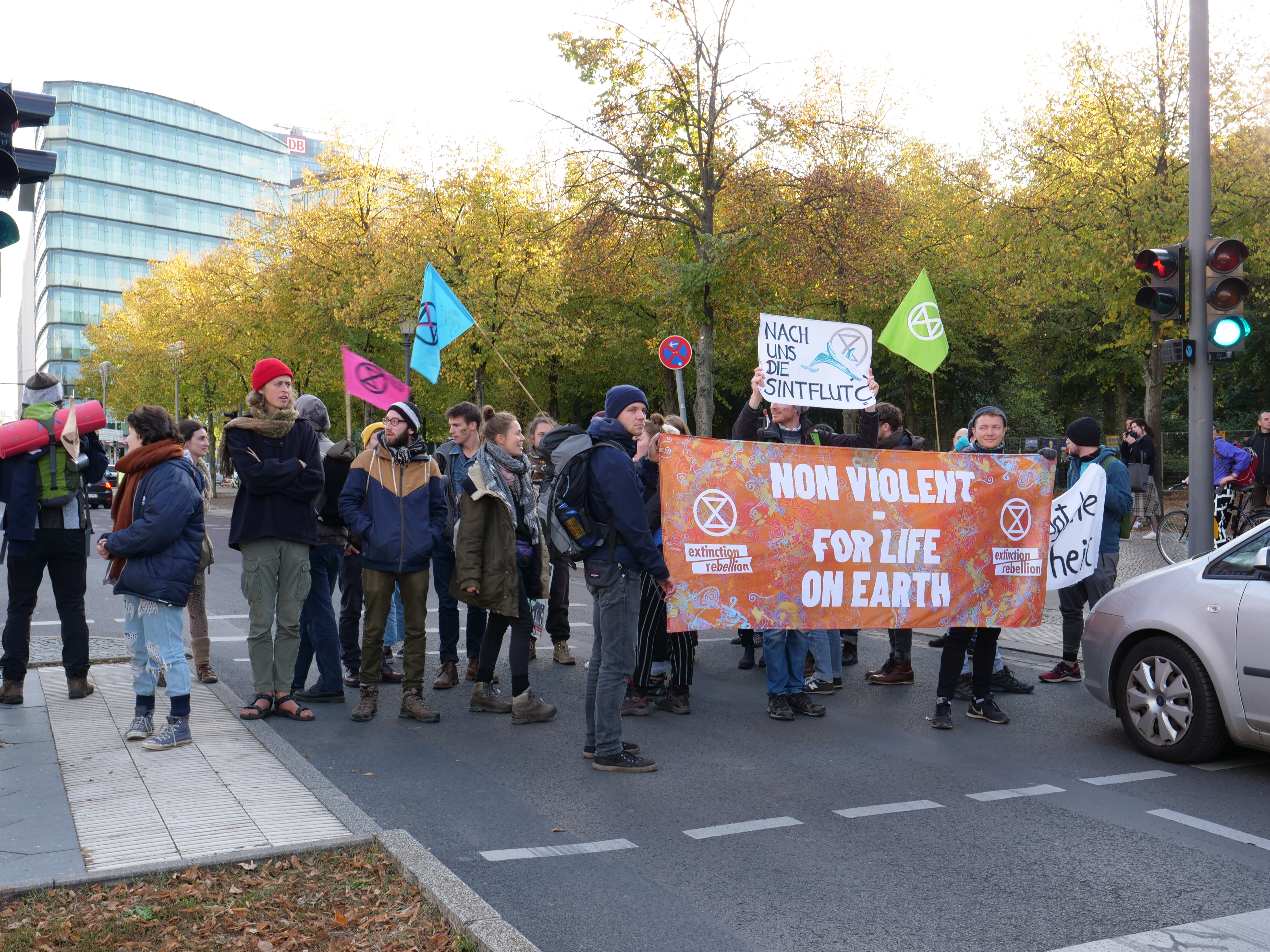
Demonstranten van Extinction Rebellion blokkeren de Ebertstraße in oktober 2019 met een spandoek met de tekst "Geweldloos - voor het leven op aarde"

In het eerste hoofdstuk beschrijft Malm een protest waaraan hij deelnam buiten de COP1-klimaatconferentie van de Verenigde Naties in 1995.  Hij vraagt "Op welk punt escaleren we?",  :8waarin staat dat de moderne klimaatbeweging zich blijft inzetten voor "absolute geweldloosheid" en de vernietiging van eigendommen vermijdt. Hij bekritiseert wat hij omschrijft als "moreel pacifisme" omdat het geen rekening houdt met defensief geweld en stelt dat "strategisch pacifisme" zoals bepleit door Bill McKibben en Extinction Rebellion ahistorisch is. Hij schrijft over het radicale-flankeffectstelen in de context van de burgerrechtenbeweging en trekt in twijfel of er "overtuigende redenen" zijn om te geloven dat "de strijd tegen fossiele brandstoffen ... alleen zal slagen op voorwaarde van totale vredelievendheid".

### Breaking the spell
In het tweede hoofdstuk stelt Malm dat de heersende klasse niet voldoende verandering zal doorvoeren om klimaatverandering aan te pakken, en dat de klimaatbeweging apparaten die CO2-uitstoot produceren, moet saboteren om nieuwe investeringen te ontmoedigen. Hij verwijst naar een rapport uit 2005 van de Pipeline and Gas Journal waarin pijpleidingen worden beschreven als "zeer gemakkelijk te saboteren", en hij beschrijft een "lange en eerbiedwaardige traditie van het saboteren van infrastructuur voor fossiele brandstoffen", verwijzend naar gevallen van sabotage door onder andere Palestijnen, in Zuid-Afrika tijdens de apartheid, en in Nigeria. Malm vraagt zich af waarom dergelijke acties niet worden ondernomen ten behoeve van het klimaat, en schrijft dat feit toe aan de "algemene ondergang van de revolutionaire politiek" en "onvoldoende politisering van de klimaatcrisis".

### Fighting despair

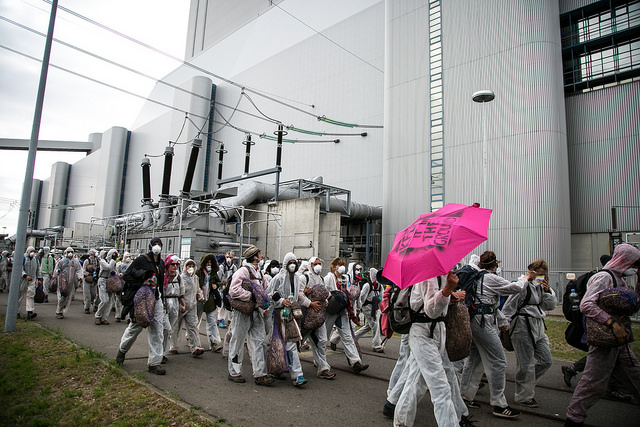
Activisten bij de krachtcentrale van Schwarze Pumpe tijdens Ende Gelände 2016

In het derde en laatste hoofdstuk pleit Malm tegen critici van collectief klimaatactivisme, zoals Jonathan Franzen en Roy Scranton , die volgens Malm verenigd zijn door "een reificatie van wanhoop", waarvan hij stelt dat het "een bij uitstek begrijpelijke emotionele reactie is op de crisis, maar onbruikbaar als reactie voor een politiek daarin". Hij beschrijft dit "klimaatfatalisme" als een tegenstrijdigheid en een selffulfilling prophecy, en schrijft dat "hoe meer mensen ons vertellen dat een radicale heroriëntatie 'nauwelijks voorstelbaar' is, hoe minder voorstelbaar het zal zijn". Hij zegt dat er geen wetenschappelijke basis is voor het idee dat actie nu geen effect zal hebben op  klimaatverandering, en stelt dat mensen die "denken dat mitigatie alleen zinvol is wanneer er nog geen schade is aangericht ... de basisprincipes van zowel klimaatwetenschap als bewegingen misvatten".  :144–146 Malm beschrijft Ende Gelände 2016, waarin hij en andere activisten de elektriciteitscentrale van Schwarze Pumpe blokkeerden, en schreef dat politici en de media de actie als gewelddadig beschreven omdat de activisten hekken braken. Hij citeert The Wretched of the Earth van Frantz Fanon,  die schreef dat geweld "de inboorling 'van zijn wanhoop en passiviteit bevrijdt; het maakt hem onbevreesd en herstelt zijn zelfrespect'. Malm concludeert: "Er is een tijd geweest voor een Gandhiaanse klimaatbeweging; misschien komt er een tijd voor een Fanonische beweging. Het breken van hekken kan op een dag worden gezien als een zeer kleine overtreding."

## Ontvangst

### Recensies
Journalist Wen Stephenson prees How to Blow Up a Pipeline in de Los Angeles Review of Books. Hij beschreef Malms benadering als "erudiet en vooral moreel serieus" en verklaarde dat het boek "methodisch de doctrine van 'strategische geweldloosheid' van de sociale beweging ontmantelt. Hij schreef dat hij verwachtte dat het boek door velen zou worden afgedaan als marginaal of gevaarlijk, maar beschreef die mogelijke afkeuring als "een zeer ernstige fout". Eveneens in de Los Angeles Review of Books schreef Scott W. Stern dat Malm "een opwindend moreel pleidooi houdt voor de noodzaak van escalatie" en beschreef hij het boek als "gepassioneerd, krachtig, zeer gebrekkig en hoogst noodzakelijk", en verklaarde dat het "sommige lezers kan opwinden, anderen kan boos maken, weer anderen kan overtuigen en velen vervreemden, maar het is onwaarschijnlijk dat het door iémand wordt vergeten".
Tatiana Schlossberg omschreef het boek in The New York Times Book Review als "meeslepend maar frustrerend" en dat geweld problematisch is omdat "het uiteindelijk onmogelijk te controleren is". Ook merkte ze op dat het boek eigenlijk geen instructies bevatte voor het maken van explosies.
In een negatieve recensie in Canadian Dimension, een links tijdschrift, bekritiseerde James Wilt het boek omdat het de mogelijke gevolgen van sabotage niet besprak, en beschreef hij die omissie als "een verbazingwekkende ontwijking van verantwoordelijkheid". Wilt schreef dat "pleiten voor [vernietiging van eigendommen] zonder enige vermelding of planning van de onvermijdelijke reactie, vooral buiten situaties van gewapend conflict, is gelijk aan het werk doen van de gevangenisstaat".

## Verfilming
Het boek werd verfilmd tot een actiethriller, eveneens getiteld How to Blow Up a Pipeline. De film werd geregisseerd door Daniel Goldhaber en draait om een groep van acht jonge mensen die besluiten een oliepijpleiding op te blazen. De film ging op 10 september 2022 in première op het Internationaal filmfestival van Toronto 2022. Na de première verwierf Neon de Noord-Amerikaanse distributierechten, met de bedoeling het in de bioscoop uit te brengen.

## Omslag
De omslag van How to Blow Up a Pipeline, ontworpen door Chantal Jahchan, verscheen als een van de 12 op een lijst van "The Best Book Covers of 2021", samengesteld door Matt Dorfman, artdirector van The New York Times Book Review. Het werd bovendien door The Bookseller gekozen als een van de beste covers van januari 2021.